# Paraconger macrops
Paraconger macrops är en fiskart som först beskrevs av Günther, 1870.  Paraconger macrops ingår i släktet Paraconger och familjen havsålar. Inga underarter finns listade i Catalogue of Life.